# Ourcq
Ourcq é um rio localizado na França.